# Сиелис, Валентинос
Валентинос Сиелис (греч. Βαλεντίνος Σιέλης; 1 марта 1990, Пафос, Кипр) — кипрский футболист, защитник корейского клуба «Пусан Ай Парк». Выступал за сборную Кипра.

## Биография
Родился 1 марта 1990 года в городе Пафос. Был вторым ребёнком из трёх детей в семье. Его старший брат Гиоргос (р. 1986) и младший Христос (р. 2000) также профессиональные футболисты.

### Клубная карьера
Воспитанник английского футбола, занимался в академиях лондонского «Арсенал» и «Тоттенхэм Хотспур». Сезон 2007/08 провёл в клубе «Донкастер Роверс», но за основную команду не играл. В 2008 году вернулся на Кипр, где стал игроком клуба «Эносис» (Лакатамия) из второго дивизиона. Спустя год подписал контракт с клубом высшей лиги «Анортосис». По ходу первого сезона в новом клубе ни разу не появлялся на поле, но в 2010 года добился места в составе и в течение четырёх сезонов провёл за команду более 60 матчей. С 2014 по 2017 год выступал за другой кипрский клуб АЕЛ Лимасол. В январе 2017 года подписал контракт с южнокорейским клубом «Канвон».

### Карьера в сборной
Дебютировал в сборной Кипра 9 февраля 2011 года в рамках Кубка Кипрской футбольной ассоциации, где в матче за третье место Кипр уступил сборной Румынии в серии пенальти.
13 ноября 2016 года забил свой первый гол в национальной команде, на 87-й минуте поразив ворота сборной Гибралтара.